# Colin Moran
Colin Richard Moran (né le 1er octobre 1992 à Port Chester, New York, États-Unis) est un joueur de troisième but de la Ligue majeure de baseball.

## Carrière
Joueur des Tar Heels de l'université de Caroline du Nord à Chapel Hill, Colin Moran est le 6e athlète réclamé lors du repêchage amateur de 2013 et est le premier choix des Marlins de Miami. Il amorce sa carrière professionnelle en ligues mineures dès 2013 avec un des clubs affiliés des Marlins.

### Astros de Houston
Le 31 juillet 2014, les Marlins échangent Moran, le joueur de champ extérieur Jake Marisnick et le lanceur droitier Francis Martes aux Astros de Houston contre le lanceur droitier Jarred Cosart et le joueur de champ extérieur Kike Hernández et le voltigeur Austin Wates.
Moran fait ses débuts dans le baseball majeur avec les Astros de Houston le 18 mai 2016. Au cours des saisons 2016 et 2017, il dispute 16 matchs au total avec Houston. Le 21 juillet 2017, il frappe aux dépens du lanceur Richard Bleier des Orioles de Baltimore son premier coup de circuit dans les majeures. 

### Pirates de Pittsburgh
Avec les lanceurs droitiers Joe Musgrove et Michael Feliz ainsi que le joueur de champ extérieur des ligues mineures Jason Martin, Colin Moran est le 13 janvier 2018 échangé des Astros de Houston aux Pirates de Pittsburgh en retour du lanceur droitier Gerrit Cole.